# 重陽
重陽（ちょうよう）は、五節句の一つで、旧暦の9月9日のこと。中国、香港、マカオ、台湾、ベトナムにおいて伝統的な祝日であり、後漢（西暦25年）以前の文献で確認されている。日本では旧暦では菊が咲く季節であることから菊の節句（きくのせっく）とも呼ばれる。
陰陽思想では奇数は陽の数であり、陽数の極である9が重なる日であることから「重陽」と呼ばれる。奇数の重なる月日は陽の気が強すぎるため不吉とされ、それを払う行事として節句が行なわれていたが、九は一桁の数のうち最大の「陽」であり、特に負担の大きい節句と考えられていた。後、陽の重なりを吉祥とする考えに転じ、祝い事となったものである。
中国では祖先の墓を訪れて敬意を払う日である。香港とマカオでは、一族全員が先祖代々の墓を訪れ、墓を綺麗にして捧げものをする。邪気を払い長寿を願って、菊の花を飾ったり、菊の花びらを浮かべた酒を酌み交わして祝ったりしていた。また前夜、菊に綿をおいて、露を染ませ、身体をぬぐうなどの習慣があった。現在では、他の節句と比べてあまり実施されていない。

## 中国の重陽
中国では、『芸文類聚』に魏の文帝が鍾繇へ菊花を贈った記事が見える。
上記の菊を使った習慣の他に、茱萸（グミ）ではなく呉茱萸（ゴシュユ）の実を入れた袋を肘に下げたり、郊外の丘など高い場所へピクニックに出掛け遠くを見ること（登高）が行われた。
中国で重陽が正式な節句として認められたのは漢代である。劉歆による『西京雑記』に、高祖の愛妾であった戚夫人が殺害された後、宮廷より放逐された侍女の賈佩蘭（ウィキデータ）が、9月9日は宮廷では茱萸を肘に下げ、菊酒を飲み長寿を祈る習慣があったと人に話したことにより、民間でも祝われるようになったとある。
唐代の重陽は2日あるいは3日間にわたって祝われていた。これは李白の『九月十日即事』からもうかがい知ることができる。
瞿祐（ウィキデータ）（ク ユウ 1341年-1427年）は明代の人で、撰者となった『居家必備』掲載の「四時宜忌」に菊酒が描かれた。
2012年6月26日、十一回全国人民代表大会常委会第二十七次回ではじめて中華人民共和国老年人権益保障法の修訂草案が審議された。その結果、2013年7月1日施行の同法第9条で重陽（旧暦9月9日）を「高齢者の日」（中国語: 老年节）と定めた。

## 日本における重陽

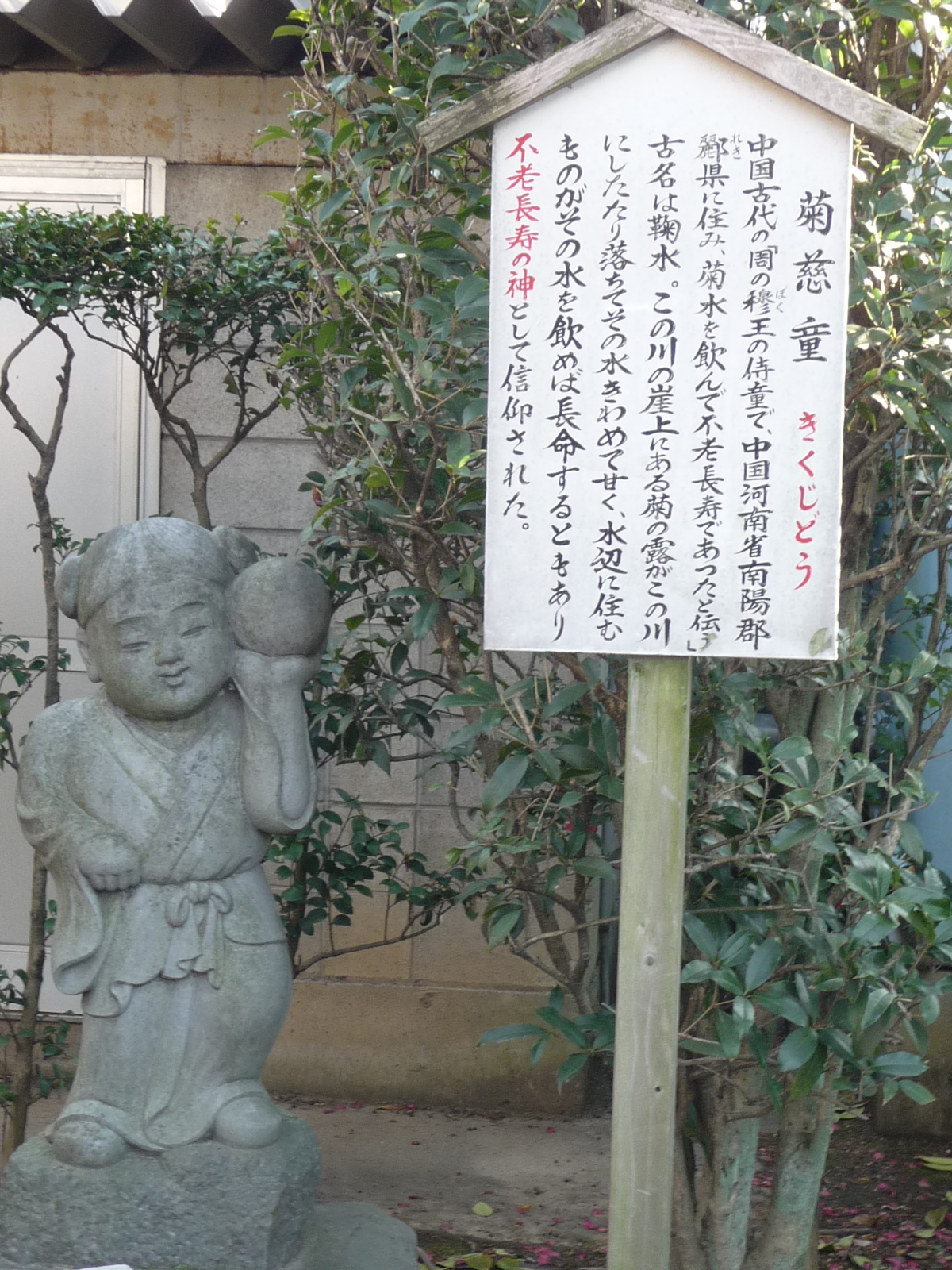
惣宗寺(佐野厄除け大師、栃木県佐野市)の境内にある’’’菊慈童’’’の像、菊の露を飲み、不老長寿と伝わる。紀元前10世紀 – 周の穆王に仕えた。

平安時代から菊花酒（菊の酒）を飲む風習があり、菅原道真の著書『菅家後集』に見られる。江戸時代に広まっていくが、松尾芭蕉の二句が知られる（17世紀）。
- 草の戸や　日暮れてくれし　菊の酒
- 山中や　菊はたおらぬ　湯の匂　（『奥の細道』、山中温泉の湯を賞賛して）

享保から宝暦の和歌をおさめた俳諧集に、春に飾った雛人形をもう一度、この日に飾る「秋の雛」という風習が映しとられた（18世紀初頭から半ば）。
祭りの「くんち」は重陽の節句に由来するとされる。

### 関連資料
発行年順。
- 陶野文明「北京歳時記 重陽の季節、菊酒を酌み 詩人たちを想う」『Decide = 決断』第21巻第6号、サバイバル出版、2003年10月、p.58-62。OCLC 1101649573、ISSN 0911-291X。掲載誌副題『business world & Chinese survey : magazine for decisionmakers』